# Péterlak
Péterlak (szlovákul Petrova Ves, németül Petersdorf, latinul Petrovilla) község Szlovákiában, a Nagyszombati kerületben, a Szakolcai járásban.

## Fekvése
Holicstól 10 km-re délre fekszik.

## Története
A régészeti leletek tanúsága szerint területén a vaskorban kelta, majd római-barbár település állt.
A hagyomány szerint a települést 1093-ban Várady Péter magyar nemes alapította, így róla kapta a nevét. Ekkor a falunak már volt egy fatemploma is.
Péterlakot 1332-ben Peturlaka néven említik először. A Váradyak után a Bársony, Farkas, Thebery és Boldizsár családok voltak a birtokosai. 1390-től Beckó urának, Stiborici Stibornak a birtokában állt. Ezután a Czobor család holicsi uradalmának részévé vált. 1736-ban a holicsi uradalom a Habsburgoké lett, akik a jobbágyság megszüntetéséig voltak a földesurai, majd 1918-ig tulajdonosai.
Vályi András szerint „PÉTERFALVA. Petersdorf, Petrovaves. Tót falu Nyitra Vármegyében, földes Ura a’ F. Tsászár, lakosai katolikusok, fekszik Egbelnek szomszédságában, Sassinhoz egy mértföldnyire, határja jól termő, vagyonnyai külömbfélék, második osztálybéli.”
Fényes Elek szerint „Petrovilla vagy Péterfalva, tót falu, Nyitra vmegyében, Egbell mellett: Lakja 1101 kath., 75 zsidó. Urasági nemesitett jutenyésztés és tehenészet. Határán sok kender terem. Vizimalmok: kath. paroch. templom. F. u. ő cs. k. felsége. Ut. p. Holics.”
A trianoni békeszerződésig Nyitra vármegye Szakolcai járásához tartozott.

## Népessége
| Év:            | 1994. | 2004.   | 2014.   | 2024.   |
| -------------- | ----- | ------- | ------- | ------- |
| Emberek száma: | 994   | 1003    | 1093    | 1082    |
| Eltérés:       |       | +0,90 % | +8,97 % | -1,00 % |

| Év:            | 2023. | 2024.   |
| -------------- | ----- | ------- |
| Emberek száma: | 1075  | 1082    |
| Eltérés:       |       | +0,65 % |

1910-ben 1086, túlnyomórészt szlovák lakosa volt.
2001-ben 1002 lakosából 991 szlovák volt.
2011-ben 1109 lakosából 1075 szlovák volt.

## Neves személyek
- Itt született 1904-ben Gherasim Emil költő.[forrás?]
- Itt hunyt el 1878-ban Ján Pavelka római katolikus plébános.
- Itt hunyt el 1957-ben Viktor Ravasz csehszlovák politikus.

## Nevezetességei
A Szentlélek tiszteletére szentelt római katolikus temploma 1483-ban épült gótikus stílusban. 1762-ben Lotaringiai Ferenc herceg újjáépíttette. Legnagyobb arányú átépítése 1931-ben történt, amikor két mellékhajóval bővítették későbarokk stílusban. Falfestményei 1947-ben készültek.